# Engerer Burse

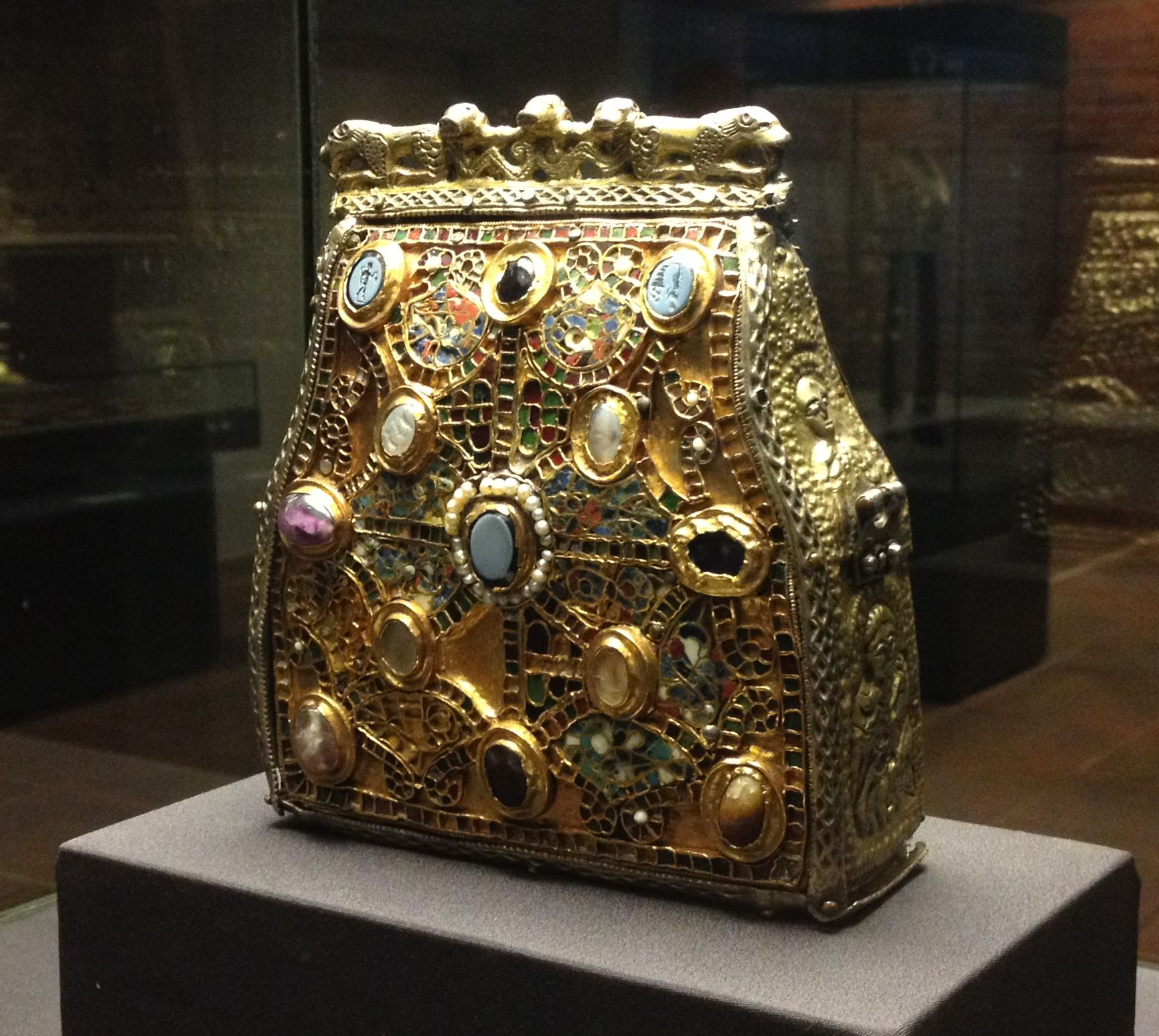
Engerer Burse

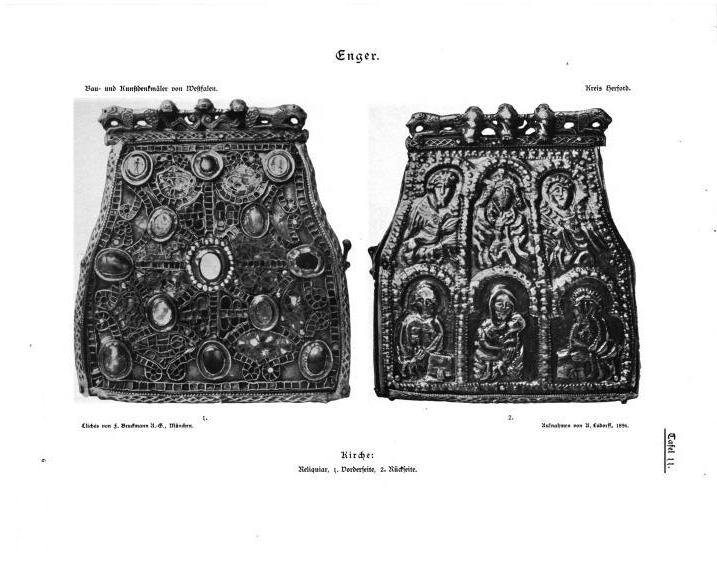
Engerer Burse, Vorder- und Rückseite

Als Engerer Burse wird ein Bursenreliquiar aus dem Schatz des Stiftes Enger in Westfalen bezeichnet. Aufbewahrt wurde die Burse bis 1414 in der Stiftskirche St. Dionysius in Enger und dann in St. Johannis in Herford. Seit 1885 befindet sie sich mit dem restlichen Schatz im Besitz des Berliner Kunstgewerbemuseums (Inventar-Nr. 1888,632).
Es handelt sich um ein Reliquiar in Form einer Pilgertasche (Bursa, Maße 16 × 14 × 5,3 cm). Es ist über einem Holzkern aus Goldblechen bzw. vergoldeten Silberblechen gefertigt, die mit Edelsteinen, wiederverwendeten antiken Gemmen, Perlen sowie Zellenschmelzeinlagen besetzt sind. Die Rückseite ist figürlich dekoriert. Das Reliquiar ist von unten zu öffnen und heute leer. Entstanden ist es nach kunsthistorischen Untersuchungen im 3. Viertel des 8. Jahrhunderts im Fränkischen Reich und zählt zu den bedeutendsten Beispielen der  karolingischen Goldschmiedekunst.
Von Historikern und Kunsthistorikern ist seit dem 19. Jahrhundert eine Verbindung mit dem „Sachsenherzog“ Widukind vermutet worden. Die Burse wurde mit den Geschenken, die Karl der Große ihm nach zeitgenössischen Quellen sandte, in Zusammenhang gebracht. Dies ist nach der kunsthistorischen Einordnung durchaus möglich, aber nicht beweisbar.
Die Burse ist 2023 bis 2025 Mittelpunkt eines wissenschaftlichen Restaurierung- und Forschungsprojektes am Berliner Kunstgewerbemuseum.